# Ectropothecium siamense
Ectropothecium siamense är en bladmossart som beskrevs av Hugh Neville Dixon 1924. Ectropothecium siamense ingår i släktet Ectropothecium och familjen Hypnaceae. Inga underarter finns listade i Catalogue of Life.